# Syrmie (district)
Pour les articles homonymes, voir Syrmie.
Le district de Syrmie (en serbe cyrillique : Сремски округ ; en serbe latin : Sremski okrug; en croate : Srijemski okrug) est une subdivision administrative de la république de Serbie. Au recensement de 2011, il comptait 311 053 habitants. Le centre administratif du district de Syrmie est la ville de Sremska Mitrovica.
Le district est situé au nord-ouest de la Serbie, dans la province autonome de Voïvodine et dans la région de Syrmie.

## Villes et municipalités du district de Syrmie
| Nom               | Superficie (en km²) | Population 2002 | Population 2011 | Statut       |
| ----------------- | ------------------- | --------------- | --------------- | ------------ |
| Inđija            | 384                 | 49 609          | 47 204          | Municipalité |
| Irig              | 230                 | 12 329          | 10 717          | Municipalité |
| Pećinci           | 489                 | 21 506          | 19 675          | Municipalité |
| Ruma              | 582                 | 60 006          | 54 141          | Municipalité |
| Sremska Mitrovica | 762                 | 85 902          | 79 773          | Ville        |
| Stara Pazova      | 351                 | 67 576          | 65 508          | Municipalité |
| Šid               | 687                 | 38 973          | 34 035          | Municipalité |
| Total             | 3 485               | 335 901         | 311 053         |              |

## Répartition de la population par nationalités (2002)

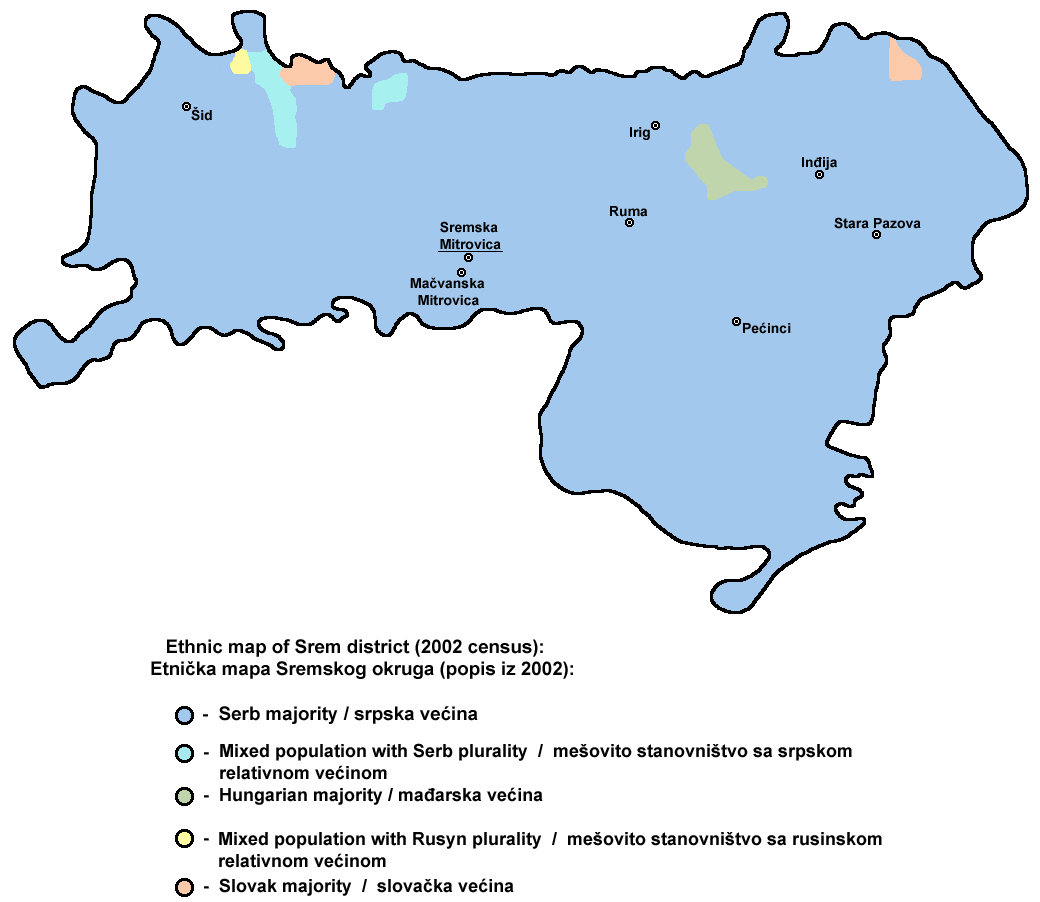
Répartition de la population par nationalités (2002)

Au recensement de 2002, le district comptait 335 901 habitants, répartis de la manière suivante :

## Quelques caractéristiques
Les monastères de la montagne de Fruška gora constituent le plus grand trésor culturel de cette région. Le monastère de Grgeteg remonte à 1471 et celui de Jazak à 1522. Le monastère de Krušedol abrite des peintures parmi les plus belles de Voïvodine. Il fut fondé en 1514 par l’évêque orthodoxe Maksim Branković et sa mère Angelina. Le monastère de Novo Hopovo est célèbre pour ses fresques et l’architecture de son église. La date de sa fondation reste inconnue. Il fut reconstruit en 1765.
Sur le plan économique, Sremska Mitrovica est connue pour l’usine Matroz (cellulose et papier), pour la fabrique de meuble 1 novembar et pour les Bois de Serbie.